# Humberto Mansilla
Humberto Mansilla Arzola (né le 22 mai 1996 à Temuco) est un athlète chilien, spécialiste du lancer de marteau.
Il a égalé son record à deux reprises à Los Ángeles du Chili, les 21 et 23 mars 2015 en 71,01 m, record national du Chili.
Avec l'engin de 6 kg, son record a été de 80,21 m, record des championnats, obtenu lorsqu'il a remporté le titre lors des Championnats panaméricains juniors à Edmonton.
Il porte son record national à 74,41 m à Hassloch le 14 mai 2017, puis à 74,71 m lors des Jeux sud-américains de 2018 à Cochabamba. Il porte le record national à 76,87 m lors des Championnats d'Amérique du Sud d'athlétisme espoirs 2018 à Cuenca.
En 2021, dépossédé en avril de son record par Gabriel Kehr il le récupère en mai avec un lancer à 77,70 m. En mai, il devient champion d'Amérique du Sud grâce à un lancer à 75,83 m, devant Kehr.
Il conserve son titre en 2023 avec un nouveau record des championnats à 75,92 m.

## Palmarès
| Date | Compétition                    | Lieu       | Résultat | Marque  |
| ---- | ------------------------------ | ---------- | -------- | ------- |
| 2017 | Championnats d'Amérique du Sud | Luque      | 2e       | 73,16 m |
| 2018 | Jeux sud-américains            | Cochabamba | 2e       | 74,71 m |
| 2019 | Championnats d'Amérique du Sud | Lima       | 2e       | 73,00 m |
| 2019 | Jeux panaméricains             | Lima       | 2e       | 74,38 m |
| 2021 | Championnats d'Amérique du Sud | Guayaquil  | 1er      | 75,83 m |
| 2022 | Championnats ibéro-américains  | La Nucia   | 3e       | 73,14 m |
| 2022 | Championnats du monde          | Eugene     | 10e      | 73,91 m |
| 2023 | Championnats d'Amérique du Sud | São Paulo  | 1er      | 75,92 m |
| 2024 | Championnats ibéro-américains  | Cuiabá     | 1er      | 75,08 m |

## Records
| Épreuve          | Temps        | Lieu   | Date        |
| ---------------- | ------------ | ------ | ----------- |
| Lancer du disque | 77,70 m (NR) | Temuco | 20 mai 2021 |